# Future (Rapper)

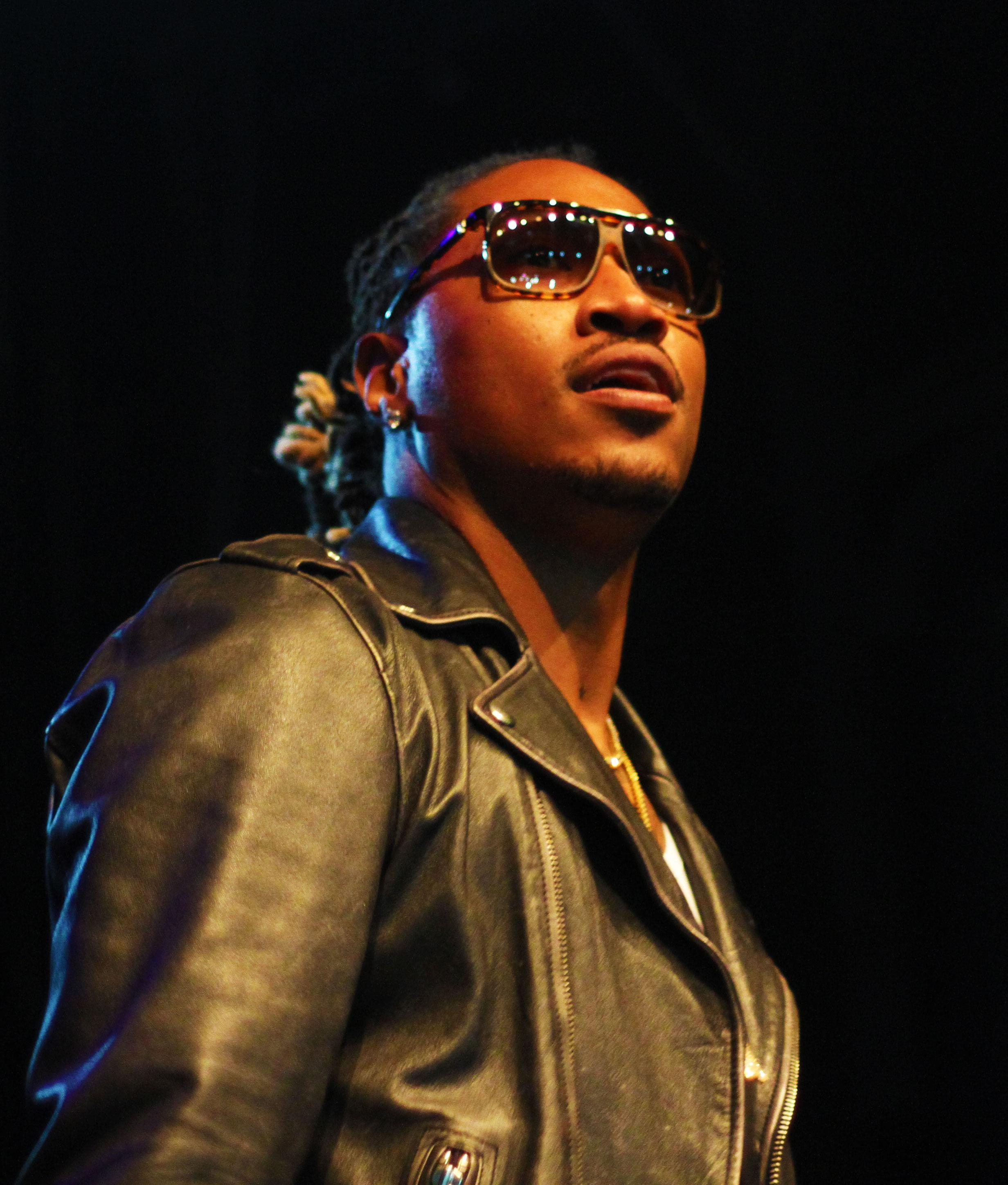
Future (2014)

Future (* 20. November 1983 als Nayvadius DeMun Wilburn in Atlanta, Georgia) ist ein US-amerikanischer Rapper und Songwriter. Im April 2012 veröffentlichte er sein Debütalbum Pluto. Aus dem Album wurden fünf Singles ausgekoppelt, die sich in den Billboard Hot 100 platzieren konnten. Future hat eine Band, die Freeband Gang, und ein Label namens Freebandz.

## Leben
Future wurde 1983 in Atlanta geboren. Sein Künstlername leitete sich aus seiner Zeit beim Musikerkollektiv Dungeon Family ab, das ihm den Spitznamen „The Future“ gab. Sein Cousin Rico Wade war Produzent der Dungeon Family und ermutigte ihn, weiter an seiner Songwriterfähigkeit zu arbeiten und sich als Rapper zu versuchen. A-1 Recordings nahm ihn unter Vertrag. Von 2010 bis 2011 veröffentlichte Future die Mixtapes 1000, Dirty Sprite und True Story. Auf letzterem befindet sich außerdem die Single Tony Montana, eine Reverenz an den Film Scarface. Zusammen mit Gucci Mane brachte er das Mixtape Free Bricks heraus und betätigte sich als Songwriter für YCs Single Racks.

### Pluto
Future unterschrieb im September 2011 bei der Epic Label Group, kurz bevor sein Mixtape Streetz Calling erschien. Obwohl er gegenüber MTV angab, dass Streetz Calling sein letztes Mixtape vor dem Release seines Debütalbums sein würde, folgte im Januar 2012 Pluto.
Sein Debütalbum Pluto war zunächst für Januar 2012 angekündigt, erschien jedoch erst im April. Darauf enthalten sind auch Remixe von Tony Montana featuring Drake und Magic featuring T.I. Das Stück war das erste, das die Billboard Hot 100 erreichte. Weitere Gäste auf dem Album sind R. Kelly, Snoop Dogg und Trae Tha Truth. Im Oktober 2012 veröffentlichte Pusha T die Single Pain, auf der Future ebenfalls zu hören ist.
Im November 2012 veröffentlichte Future sein Debütalbum erneut unter dem Titel Pluto 3D. Enthalten waren drei neue Songs und zwei Remixe, darunter Same Damn Time mit Diddy und Ludacris sowie die Street-Single Neva End (Remix) featuring Kelly Rowland. 2012 schrieb und produzierte Future einen Gastbeitrag mit dem Titel Loveeeeeee Song für Rihannas siebtes Studioalbum Unapologetic.

### 2014 bis 2016
Im Januar 2013 veröffentlichte er das Kompilationsmixtape F.B.G.: The Movie mit Künstlern seines eigenen Labels Freebandz: Young Scooter, Slice9, Casino, Mexico Rann und Maceo. Das Mixtape wurde von der Mixtape-Seite DatPiff mit Platin ausgezeichnet, nachdem es 250.000 Mal heruntergeladen worden war. Im April 2014 erschien sein zweites Album mit dem Titel Honest. Die erste Singleauskopplung Karate Chop war bereits im Januar 2013 veröffentlicht worden. 2015 veröffentlichte er das Mixtape 56 Nights. Im Juni 2017 wurde bekanntgegeben, dass der Song March Madness Platin-Status erreicht habe. Im Juli 2015 veröffentlichte er das Album DS2. Nach im September 2015 erschienenen Kollaboalbum What a Time to Be Alive mit dem kanadischen Rapper Drake und dem im Januar 2016 erschienenen Mixtape Purple Reign, veröffentlichte er im Februar 2016 das Studioalbum EVOL.

### Future / Hndrxx
Im Februar 2017 veröffentlichte Future innerhalb von sieben Tagen die Alben Future und Hndrxx. Beide erreichten die Nummer 1 in den US-amerikanischen Billboard-Charts. Auch in den deutschsprachigen Ländern konnten sich die Alben platzieren, wobei ihm in der Schweiz die höchsten Positionen mit Platz 23 bzw. 30 gelangen. Der Track Mask Off aus dem Album Future entwickelte sich im März in den deutschsprachigen Ländern zum Hit und war der erste Solo-Track, der sich in den Top 20 der Hitparade platzieren konnte. Er erreichte in der Schweiz Platz 9 und in Deutschland Platz 12. Das Lied besingt das in den USA beliebte Schmerzmittel Percocet. Es sei ein Song, „wie er nicht besser zur Lage der Nation passen könnte“, urteilte Florentin Schumacher in einem Artikel über „Amerikas neue Teenie-Idole“.

## Privatleben
Future hat sechs Kinder mit sechs verschiedenen Frauen, darunter Sängerin Ciara. Er war mit Ciara verlobt; ihr gemeinsamer Sohn wurde im Mai 2014 geboren. Das Paar trennte sich im August 2014.

## Diskografie
Studioalben

| Jahr | Titel Musiklabel                     | Höchstplatzierung, Gesamtwochen, AuszeichnungChartplatzierungen (Jahr, Titel, Musiklabel, Platzierungen, Wochen, Auszeichnungen, Anmerkungen) | Höchstplatzierung, Gesamtwochen, AuszeichnungChartplatzierungen (Jahr, Titel, Musiklabel, Platzierungen, Wochen, Auszeichnungen, Anmerkungen) | Höchstplatzierung, Gesamtwochen, AuszeichnungChartplatzierungen (Jahr, Titel, Musiklabel, Platzierungen, Wochen, Auszeichnungen, Anmerkungen) | Höchstplatzierung, Gesamtwochen, AuszeichnungChartplatzierungen (Jahr, Titel, Musiklabel, Platzierungen, Wochen, Auszeichnungen, Anmerkungen) | Höchstplatzierung, Gesamtwochen, AuszeichnungChartplatzierungen (Jahr, Titel, Musiklabel, Platzierungen, Wochen, Auszeichnungen, Anmerkungen) | Anmerkungen                            |
| Jahr | Titel Musiklabel                     | DE | AT | CH | UK | US | Anmerkungen                            |
| ---- | ------------------------------------ | --- | --- | --- | --- | --- | -------------------------------------- |
| 2012 | Pluto Epic Records (SME)             | — | — | — | — | US8 Platin · (49 Wo.)US | Erstveröffentlichung: 17. April 2012   |
| 2014 | Honest Epic Records (SME)            | — | — | CH99 (1 Wo.)CH | UK78 (1 Wo.)UK | US2 Gold · (13 Wo.)US | Erstveröffentlichung: 22. April 2014   |
| 2015 | DS2 Epic Records (SME)               | — | — | CH85 (1 Wo.)CH | UK56 Silber · (1 Wo.)UK | US1 ×3Dreifachplatin · (294 Wo.)US | Erstveröffentlichung: 17. Juli 2015    |
| 2016 | Evol Epic Records (SME)              | — | — | — | UK34 (2 Wo.)UK | US1 ×2Doppelplatin · (61 Wo.)US | Erstveröffentlichung: 6. Februar 2016  |
| 2017 | Future Epic Records (SME)            | DE53 (1 Wo.)DE | — | CH23 (1 Wo.)CH | UK15 (4 Wo.)UK | US1 ×2Doppelplatin · (73 Wo.)US | Erstveröffentlichung: 17. Februar 2017 |
| 2017 | Hndrxx Epic Records (SME)            | DE64 (1 Wo.)DE | AT58 (1 Wo.)AT | CH30 (1 Wo.)CH | UK21 Silber · (3 Wo.)UK | US1 Platin · (47 Wo.)US | Erstveröffentlichung: 24. Februar 2017 |
| 2019 | The Wizrd Epic Records (SME)         | DE38 (1 Wo.)DE | AT27 (1 Wo.)AT | CH10 (1 Wo.)CH | UK16 (2 Wo.)UK | US1 Platin · (26 Wo.)US | Erstveröffentlichung: 18. Januar 2019  |
| 2020 | High Off Life Epic Records (SME)     | DE38 (1 Wo.)DE | AT10 (2 Wo.)AT | CH5 (3 Wo.)CH | UK5 (2 Wo.)UK | US1 ×2Doppelplatin · (93 Wo.)US | Erstveröffentlichung: 15. Mai 2020     |
| 2022 | I Never Liked You Epic Records (SME) | DE13 (3 Wo.)DE | AT3 (4 Wo.)AT | CH3 (4 Wo.)CH | UK2 Silber · (7 Wo.)UK | US1 ×2Doppelplatin · (… Wo.)US | Erstveröffentlichung: 29. April 2022   |